# سايكوناتس إن ذا رومبوس أوف روين
سايكوناتس إن ذا رومبوس أوف روين (بالإنجليزية: Psychonauts in the Rhombus of Ruin)‏ هي لعبة فيديو مغامرات واقع افتراضي من منظور الشخص الأول تم تطويرها بواسطة دابل فاين على بلاي ستيشن 4 ومايكروسوفت ويندوز من أجل إتش تي سي فايف وأوكولوس ريفت. تم إصدار اللعبة في عام 2017 على PS4 وعلى الكمبيوتر الشخصي في العام التالي، وهي قصة تربط الأحداث بين سايكوناتس و سايكوناتس 2.

## اللعب
سايكوناتس إن ذا رومبوس أوف روين هي لعبة منصة من منظور شخص ثالث. يتحكم اللاعب في راز، وهو رائد نفسي متخرج حديثًا يتمتع بقدرات نفسية قوية، وهو يتعمق في عقول الآخرين. يستخدم اللاعب «قوى بسي»، مثل التحريك العقلي، والتحريك الحركي، والتحليق، جنبًا إلى جنب مع عناصر لعبة النظام الأساسي الأكثر شيوعًا، لاستكشاف العوالم العقلية للعديد من الشخصيات غير اللاعبين. في حين أن العديد من ألعاب الواقع الافتراضي قد استخدمت آلية «الانتقال الآني الوامض» للسماح للاعبين بالسفر في العالم الافتراضي، فإن سايكوناتس إن ذا رومبوس أوف روين تطلب بدلاً من ذلك من اللاعب استخدام قدرة راز على رؤية العالم من منظور الشخصيات الأخرى في المشهد (الذين يظلون جالسين طوال الوقت). تُستخدم هذه الآليات لحل الألغاز لاكتساب المعلومات وإطلاق الأحداث التي تعزز الحبكة وتقدم اللعبة.

## التطوير
ظهرت فكرة سايكوناتس إن ذا رومبوس أوف روين خلال الفترة التي سبقت حملة التعهيد الجماعي لسايكوناتس 2. وفقًا لما ذكره الرئيس التنفيذي للشركة تيم شيفر، كانوا يتطلعون لمعرفة أنواع الألعاب التي يمكنهم تطويرها باستخدام لعبة افتراضية نظام الواقع الإفتراضي، ومقارنته بالألعاب التي صنعوها لنظام كنيكت سابقًا. نظرًا لتركيزهم مؤخرًا على سايكوناتس، اتفق الفريق على أن لعبة سايكوناتس القائمة على تقنية الواقع الإفتراضي ستكون مناسبة تمامًا، مما يسمح للاعب بالاندماج في البيئات الغريبة داخل عالم سايكوناتس.
تم إصدار اللعبة في 21 فبراير 2017 لـ بلاي ستيشن في آر، بعد حوالي عام ونصف من التطوير.
بعد مرور عام، تم إصدار اللعبة على الكمبيوتر الشخصي في 19 أبريل 2018 لهاتفي إتش تي سي فايف وأوكولوس ريفت.

## الإستقبال
| استقبال |        |
| --- | ------ |
| مجموع النقاط المجموع نقاط ميتاكريتيك 71/100 [ 9 ] نتائج المراجعة نشرة نقاط دستركتويد 8.5/10 [ 10 ] غيم إنفورمر 6.5/10 [ 11 ] غيم سبوت 6/10 [ 12 ] آي جي إن 7.5/10 [ 13 ] مجلة بلاي ستيشن الرسمية (المملكة المتحدة) 7/10 غيمر نيتورك 7.2/10 [ 14 ] UploadVR 5/10 [ 15 ] |        |
| مجموع النقاط |        |
| المجموع | نقاط   |
| ميتاكريتيك | 71/100 |
| نتائج المراجعة |        |
| نشرة | نقاط   |
| دستركتويد | 8.5/10 |
| غيم إنفورمر | 6.5/10 |
| غيم سبوت | 6/10   |
| آي جي إن | 7.5/10 |
| مجلة بلاي ستيشن الرسمية (المملكة المتحدة) | 7/10   |
| غيمر نيتورك | 7.2/10 |
| UploadVR | 5/10   |

تلقت سايكوناتس إن ذا رومبوس أوف روين تقييمات متوسطة من النقاد. أشاد المراجعون بآليات اللعب الفريدة وإدماجها في القصة، بالإضافة إلى التوسع المستمر في عالم سايكوناتس. تم توجيه الانتقادات إلى طول اللعبة القصير، وقيمة إعادة العرض المحدودة، والنهاية المفاجئة.
تم ترشيح اللعبة لـ «أفضل تجربة واقع افتراضي» في جوائز آي جي إن لأفضل عام 2017، و «لعبة الواقع الغامر للعام» في الدورة السنوية الـ 21 لجوائز D.I.C.E.

## روابط خارجية
- إعلان دابل فاين الرسمي